# Google Workspace Marketplace
Google Workspace Marketplace (anteriorment Google Apps Marketplace i després G Suite Marketplace) és un producte de Google Inc. És una botiga en línia dissenyada per a ajudar la gent i les organitzacions a descobrir, comprar, i implementar aplicacions web integrades i compatibles amb Google Workspace (Gmail, Google Docs, Google Sites, Google Calendar, Google Contacts, etc.) i amb programari de tercers. Algunes aplicacions són gratis, d'altres són de pagament. Les aplicacions estan basades en l'API de Google o en el Google Apps Script. Els administradors de Google Apps poden administrar un únic directori amb els usuaris i les aplicacions de la mateixa interfície unificada com Google Apps, amb les conseqüents reducció de costos fixos i millores de seguretat. També funciona com a directori de serveis professionals associats a Google Apps.